# 解延年
解延年（1406年—？），字世紀，山東登州府棲霞縣人，軍籍。明朝政治人物。進士出身。

## 生平
山東鄉試第二名。正統七年（1442年）壬戌科會試第一百七名，殿試登進士第二甲第十二名。授戶部郎中，出知順慶府。著有《物類稿》。
曾祖解谷寶。祖父解仲興。父解鏘，曾任三原縣學教諭。